# Lauren Boyle
Lauren Marie Boyle MNZM (* 14. Dezember 1987 in Auckland) ist eine neuseeländische Freistilschwimmerin.

## Werdegang
Lauren Boyle bestritt ihre erste internationale Meisterschaft 2005 bei den Weltmeisterschaften in Montreal, wo sie über 400 m Freistil im Vorlauf ausschied und mit der Staffel über 4 × 200 m Freistil Achte wurde. 2006 nahm sie an ihren ersten Commonwealth Games teil und gewann Bronze über 4 × 200 m Freistil. Bei den Kurzbahnweltmeisterschaften 2006 in Shanghai folgten die Plätze 4 und 5 über 4 × 100 und 4 × 200 m Freistil. Bei den Schwimmweltmeisterschaften 2007 in Melbourne kam sie bei keinem ihrer fünf Einzel- und Staffelstarts über die Vorläufe hinaus. 2008 startete sie bei den Olympischen Spielen in Peking in der Staffel über 4 × 200 m Freistil, die jedoch im Vorlauf disqualifiziert wurde.
Von 2007 bis 2010 studierte Lauren Boyle an der University of California in Berkeley, wo sie an der Haas School of Business einen Bachelorabschluss in Betriebswirtschaftslehre erlangte und für das Universitätsteam California Golden Bears Wettkämpfe bestritt.
Bei den Commonwealth Games 2010 in Delhi gewann Lauren Boyle Silber über 4 × 200 m Freistil und erreichte als Siebte über 200 m und Fünfte über 400 m die Finalläufe. 2011 kam sie bei den Weltmeisterschaften in Shanghai in die Finals über 400 und 800 m, wo sie Sechste bzw. Achte wurde, und belegte mit der Staffel über 4 × 200 m ebenfalls den achten Rang. Bei der Universiade in Shenzhen wenige Wochen später gewann sie fünf Medaillen, darunter Gold über 400 und 800 m Freistil.
2012 nahm Lauren Boyle zum zweiten Mal an den Olympischen Spielen teil und erreichte in London Platz 8 über 400 m Freistil, ehe sie über die doppelte Distanz als Vierte in Ozeanienrekord von 8:22,72 min das Podest nur knapp verpasste. Bei den Kurzbahnweltmeisterschaften Ende des Jahres in Istanbul wurde sie Weltmeisterin über 800 m Freistil und gewann Bronze über 400 m. 2013 gewann sie bei den Weltmeisterschaften in Barcelona mit Bronze über 400 m Freistil als erste Frau aus Neuseeland eine Medaille bei einer Langbahn-WM. Es folgten zwei weitere Bronzemedaillen über 800 und 1500 m Freistil.
Am 9. August 2014 stellte Lauren Boyle bei einem Kurzbahn-Meeting in Wellington in 15:22,68 min einen neuen Weltrekord über 1500 m Freistil auf, der im Dezember desselben Jahres von Mireia Belmonte unterboten wurde. Bei den Commonwealth Games 2014 in Glasgow gewann sie die Goldmedaille über 400 und Silber über 800 m Freistil; über 200 m wurde sie Vierte. Darauf folgten zwei Silber- und eine Bronzemedaille bei den Pan Pacific Swimming Championships 2014 in Gold Coast. Bei den Schwimmweltmeisterschaften 2015 in Kasan gewann Lauren Boyle zwei Silbermedaillen über 800 und 1500 m Freistil hinter der überragenden Katie Ledecky und stellte dabei neue Ozeanienrekorde auf.

## Bestzeiten und Rekorde
| Disziplin                                                                  | Langbahn        | Langbahn       | Langbahn | Kurzbahn        | Kurzbahn       | Kurzbahn   |
| -------------------------------------------------------------------------- | --------------- | -------------- | -------- | --------------- | -------------- | ---------- |
| 200 m Freistil                                                             | NR 01:56,82 min | 24. Juli 2014  | Glasgow  | NR 01:54,97 min | 7. August 2013 | Eindhoven  |
| 400 m Freistil                                                             | NR 04:03,63 min | 29. Juli 2012  | London   | OC 03:55,16 min | 8. August 2013 | Eindhoven  |
| 800 m Freistil                                                             | OC 08:17,65 min | 8. August 2015 | Kasan    | OC 08:01,22 min | 7. August 2013 | Eindhoven  |
| 1500 m Freistil                                                            | OC 15:40,14 min | 4. August 2015 | Kasan    | OC 15:22,68 min | 9. August 2014 | Wellington |
| (NR = Neuseeländischer Rekord, OC = Ozeanienrekord – Stand: 25. Juli 2016) |                 |                |          |                 |                |            |